# Humboldt-Gleithörnchen
Das Humboldt-Gleithörnchen (Glaucomys oregonensis, Syn.: Pteromys oregonensis, Glaucomys sabrinus oregonensis) ist eine Art der Neuweltlichen Gleithörnchen innerhalb der Hörnchen. Es ist an der Westküste von Nordamerika verbreitet und wurde erstmals 1889 durch den britischen Naturwissenschaftler John Bachman beschrieben, wurde jedoch über lange Zeit dem Nördlichen Gleithörnchen (G. sabrinus) zugeordnet. Anfang 2017 wurde es anhand genetischer Merkmale wieder in den Artstatus erhoben.

## Merkmale

### Allgemeine Merkmale
Das Humboldt-Gleithörnchen entspricht in seinem Aussehen dem Nördlichen Gleithörnchen und dem Südlichen Gleithörnchen (Glaucomys volans), die aufgrund ihrer variablen Fellfärbung kaum zu unterscheiden sind. Die Nominatform G. oregonensis oregonensis wurde als rötlicher als andere Unterarten mit einer dunkel-braunroten Rückenseite und einer zimtfarbenen bis hellbraunen Unterseite beschrieben. Andere Unterarten, die nun dem Humboldt-Gleithörnchen zugeordnet werden, können eine rötliche, rotbraune oder graue Rücken- und Bauchfärbung aufweisen.

### Genetische Merkmale
Die Abgrenzung des Humboldt-Gleithörnchens gegen andere Arten der Gattung erfolgte anhand von Sequenzdaten der Kontrollregionen der Mitochondiralen DNA. Der Vergleich von acht Genloci im Bereich kurzer nichtcodierende DNA-Sequenzen (Mikrosatelliten) bei Tieren aus Regionen, in denen das Humboldt-Gleithörnchen gemeinsam mit dem Nördlichen Gleithörnchen vorkommt, ergab keine Hinweise auf eine Hybridisierung beider Formen, wodurch sie als genetisch getrennte Arten aufgefasst werden können.

## Verbreitungsgebiete
Das Verbreitungsgebiet des Humboldt-Gleithörnchens liegt an der Pazifikküste Nordamerikas und reicht vom südlichen British Columbia bis in das südliche Kalifornien. Diese Gebiete überschneiden sich mit dem Verbreitungsgebiet des Nördlichen Gleithörnchens nur in drei Regionen im Pazifischen Nordwesten, in denen beide Arten sympatrisch vorkommen.

## Lebensweise und Ökologie
In der Lebensweise entspricht das Humboldt-Gleithörnchen dem Nördlichen Gleithörnchen. Es ist nachtaktiv und lebt in den Nadel- und Mischwäldern der Pazifikküste Nordamerikas. Mit Hilfe der zwischen den Vorder- und Hinterbeinen ausgebildeten Gleithaut ist es in der Lage, längere Strecken zu gleiten und sich auf diese Weise rasch von Baum zu Baum fortzubewegen.
Eine Hybridisierung des Humboldt-Gleithörnchens mit dem Nördlichen Gleithörnchen findet nicht statt.

## Systematik
Das Humboldt-Gleithörnchen wird der Gattung der Neuweltlichen Gleithörnchen (Glaucomys) zugeordnet, die mit ihm aus drei Arten besteht. Es wurde als eigenständige Art erstmals 1839 durch den britischen Naturwissenschaftler John Bachman beschrieben, später jedoch dem Nördlichen Gleithörnchen (G. sabrinus) als Synonym zugeschrieben und als Unterart G. sabrinus oregonensis betrachtet. Anfang 2017 wurde das Humboldt-Gleithörnchen durch Brian Arbogast und Kollegen aufgrund von genetischen Merkmalen als eigene Art gegen das Nördliche Gleithörnchen abgegrenzt, nachdem diese bereits vorher als getrennte Verwandtschaftslinien “Pacific Coastal” (PC) und “Continental” (CON) betrachtet wurden. Gemeinsam mit den Tieren der ehemaligen Unterart G. sabrinus oregonensis wurden dadurch auch die Unterarten G. s. californicus, G. s. lascivus, G. s. stephensi, G. s. flaviventris und G. s. klamathensis der neuen Art G. oregonensis zugeordnet.
Anhand der genetischen Daten wird das Humboldt-Gleithörnchen als Schwesterart eines gemeinsamen Taxons aus Südlichem und Nördlichem Gleithörnchens betrachtet, deren Arttrennung jünger ist als die vom Humboldt-Gleithörnchen. Anders als zwischen Humboldt-Gleithörnchen und Nördlichem Gleithörnchen kommt es zudem bei geographisch überlappenden Populationen des Südlichen und des Nördlichen Gleithörnchens zu Hybriden. Die Trennung der Arten erfolgte wahrscheinlich im frühen bis mittleren Pleistozän, während der sich im Rahmen der letzten Kaltzeit (Wisconsin-Kaltzeit) und der Ausbreitung der Eisflächen mehrere voneinander isolierte Rückzugsgebiete der verschiedenen Verwandtschaftslinien ausbildeten, die später im Bereich der Überlappungsgebiete wieder aufeinandertrafen. Das Verbreitungsmuster entspricht dem anderer nordamerikanischer Säugetiere, etwa den Arten der Rothörnchen (Tamasciurus), Marder und Schwarzbären.
Die Art ist nach dem in Kalabrien (Italien) lebenden Sciurus meridionalis die zweite Hörnchenart, die 2017 in den Artstatus erhoben wurde.

## Status, Bedrohung und Schutz
Bislang gibt es keine Angaben zur Populationsgröße des Humboldt-Gleithörnchens. Die Art ist nicht in Gefährdungslisten wie die Roten Listen der IUCN aufgenommen (Stand Juli 2017).

## Belege
1. 1 2 3  Richard W. Thorington Jr., John L. Koprowski, Michael A. Steele: Squirrels of the World. Johns Hopkins University Press, Baltimore MD 2012, ISBN 978-1-4214-0469-1, S. 94.
2. 1 2 3 4 5 6 7 8  Brian Arbogast, Katelyn Schumacher, Nicholas Kerhoulas, Allison Bidlack, Joseph Cook, G.J. Kenagy: Genetic data reveal a cryptic species of New World flying squirrel: Glaucomys oregonensis. Journal of Mammalogy, 30. Mai 2017. doi:10.1093/jmammal/gyx055
3. ↑  Northern Flying Squirrel – Glaucomys sabrinus. In: Don E. Wilson, T.E. Lacher, Jr., Russell A. Mittermeier (Hrsg.): Handbook of the Mammals of the World: Lagomorphs and Rodents 1. (HMW, Band 6), Lynx Edicions, Barcelona 2016; S. 759. ISBN 978-84-941892-3-4.
4. 1 2  Brian S. Arbogast: Mitochondrial DNA Phylogeography of the New World Flying Squirrels (Glaucomys): Implications for Pleistocene Biogeography. Journal of Mammalogy 80 (1), 1999; S.: 142-155. doi:10.2307/1383215
5. ↑  Brian S. Arbogast, Robert A. Browne, Peter D. Weigl, G. J. Kenagy: Conservation genetics of endangered flying squirrels (Glaucomys) from the Appalachian mountains of eastern North America.doi:10.1017/S1367943004001830, Volltext.
6. ↑  Brian S. Arbogast: A Brief History of the New World Flying Squirrels: Phylogeny, Biogeography, and Conservation Genetics. Journal of Mammalogy 88 (4), 2007; S. 840–849. doi:10.1644/06-MAMM-S-322R1.1
7. 1 2  Nicholas J. Kerhoulas, Brian S. Arbogast: Molecular systematics and Pleistocene biogeography of Mesoamerican flying squirrels. Journal of Mammalogy 91 (3), 2010; S. 654–667; doi:10.1644/09-MAMM-A-260.1
8. ↑  Lucas A. Wauters, Giovanni Amori, Gaetano Aloise, Spartaco Gippoliti, Paolo Agnelli, Andrea Galimberti, Maurizio Casiraghi, Damiano Preatoni, Adriano Martinoli: New endemic mammal species for Europe: Sciurus meridionalis (Rodentia, Sciuridae). Hystrix, the Italian Journal of Mammalogy 28, 1. doi:10.4404/hystrix-28.1-12015